# بورجوارد إيزابيلا
بورجوارد إيزابيلا هي سيارات التي تم تصنيعها في بريمن استنادا لمصنع السيارات الألماني في مصنع بورجوارد 1954-1962.
كان من المفترض أن يتم تسويق إيزابيلا باسم بورجوارد هانزا 1500 ولكن تم استخدام اسم إيزابيلا في مركبات الاختبار وأثبتت شعبيته بين موظفي الهندسة ووسائل الإعلام. أعيدت تسمية سيارة الإنتاج في وقت لاحق وتم بناء الأمثلة القليلة الأولى فقط بدون شارات إيزابيلا. تم استخدام شارة هانزا أيضًا حتى عام 1957.
على الرغم من حصتها الكبيرة في السوق، إلا أن إيزابيلا كان لديها محرك أصغر من سلفها المباشر، بورجوارد هانزا. في أواخر عام 1952، أطلقت الشركة طراز هانزا 2400 سداسي الأسطوانات. لم تعثر السيارة الأكبر على الكثير من المشترين؛ ولكن في عام 1954، كان من المنطق التجاري منع النموذجين من التنافس بشكل مباشر مع بعضهما البعض.

## نموذج (2017)

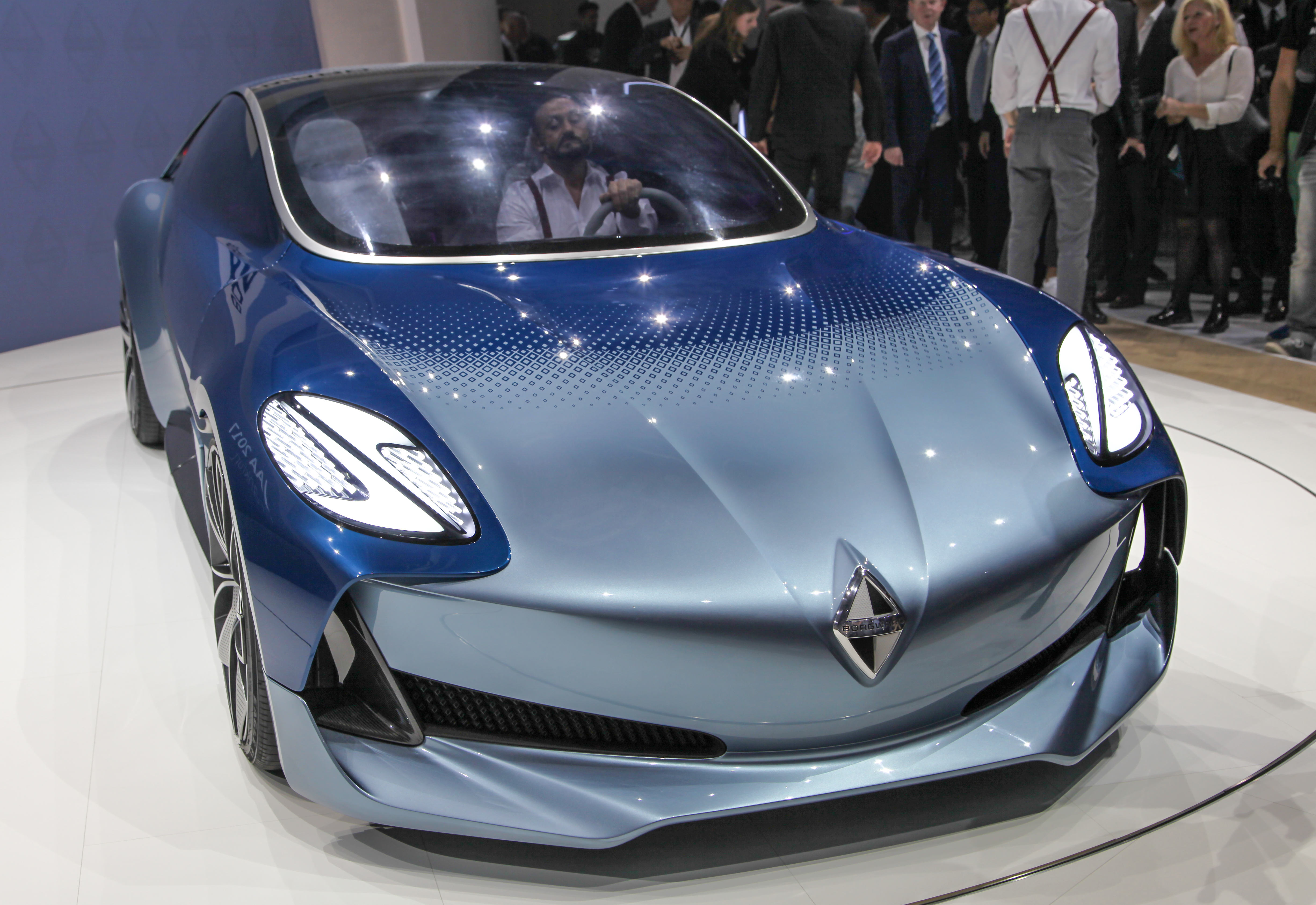

تم تقديم مفهوم بورجوارد إيزابيلا من قبل بورجوارد في معرض ألمانيا الدولي للسيارات كسيارة كهربائية بأربعة أبواب وأربعة مقاعد. تم تصميمها تحت إشراف Anders Warming.